# Teoria racjonalnych oczekiwań
Teoria racjonalnych oczekiwań – hipoteza ekonomiczna sformułowana w latach 70. XX wieku wobec niesprawdzającej się wtedy w problemach makroekonomicznych hipotezy oczekiwań adaptacyjnych. Została po raz pierwszy zaproponowana przez amerykańskiego ekonomistę Johna Mutha w 1961 roku i rozpropagowana dzięki późniejszym pracom Roberta Lucasa (otrzymał za nie nagrodę Nobla w dziedzinie ekonomii), Thomasa Sargenta i Neila Wallace’a.

## Opis
Teoria racjonalnych oczekiwań głosi, że podmioty gospodarcze podejmują swoje decyzje w oparciu o wszystkie dostępne informacje o aktualnych uwarunkowaniach ekonomicznych oraz o potencjalnych skutkach tych decyzji. Posiadają również umiejętność wyciągania wniosków ze zdarzeń w przeszłości, co pozwala im przewidywać możliwe scenariusze wydarzeń w przyszłości.
Twórcy tej teorii upatrywali niedopracowanie modelu Keynesa w potraktowaniu oczekiwań podmiotów gospodarczych jako wielkości egzogenicznych, czyli będących poza gospodarką. Powodowało to niepełny obraz gospodarki, gdzie widoczne są tylko konsekwencje zmian oczekiwań, a nie ich przyczyny. W opinii przedstawicieli szkoły racjonalnych oczekiwań polityka stabilizacyjna oparta na takim modelu prowadziła tylko do wzrostu inflacji.
Teoria racjonalnych oczekiwań podaje w wątpliwość skuteczność angażowania się polityki gospodarczej w dynamizowanie wzrostu gospodarczego, gdyż państwo nie ma wpływu na trwały wzrost zatrudnienia lub produktu. Twórcy tej teorii posuwają się w swoich poglądach jeszcze dalej – uważają, że przeciwdziałanie recesji i bezrobociu poprzez stosowanie aktywnej polityki finansowej nie przynosi efektów, a pojawienie się bezrobocia nie wynika z niedostatecznego popytu. Szkoła racjonalnych oczekiwań sugeruje, że państwo powinno dążyć do utrzymania stabilności cen oraz działać po podażowej stronie gospodarki, jednocześnie zastrzegając, że nie powinno to zachodzić przy użyciu bezpośrednich decyzji podmiotów rządowych, lecz dzięki wypracowanym regułom, do których podmioty gospodarcze będą miały zaufanie.
Szkoła racjonalnych oczekiwań tym różni się od monetaryzmu, że inaczej widzi rolę państwa w gospodarce, gdyż dopuszcza jego działania poprzez zarówno oddziaływanie na rynek pieniężny, jak również równoważenie budżetu, sterowanie wydatkami rządowymi i cele realnego kursu walutowego.

## Krytyka
Krytycy tej teorii kwestionują racjonalne oczekiwania jako wiarygodny model zachowania przedsiębiorstw, twierdząc na podstawie badań empirycznych, że nie wszystkie podmioty zachowują się w pełni racjonalnie oraz że wiele z nich popełnia cyklicznie te same błędy. Wynika to z faktu, że podmioty na ogół w optymalny sposób wykorzystują tylko część dostępnych informacji. Zwraca się też uwagę na to, że nawet przy zachowaniu w pełni racjonalnym istnieje miejsce dla aktywnej roli polityki rządu, gdy cenowe i popytowe mechanizmy dostosowawcze nie zadziałają na czas.